# Thomas William Bush
Thomas William Bush (* 19. Mai 1839 in Nottingham, Nottinghamshire; † 23. April 1928 in East Grinstead, East Sussex) war ein britischer Astronom.

## Leben
Thomas William Bush war der Sohn des Färbers John Bush und Mary Neep. Nach dem Tod des Vaters 1847 heiratete seine Mutter am 6. August 1848 den Bäcker und Mehlhändler John Marriott. Bush, der nur eine geringfügige Schulausbildung erhielt, bildete sich größtenteils selbständig fort. Er lernte Deutsch, Griechisch, Hebräisch und Latein, konzentrierte sich aber später auf Astronomie und Mathematik, nachdem er Vorlesungen an der Nottingham Mechanics Institution besuchte. Von seinem Stiefvater lernte er das Bäckergewerbe. Am 24. August 1863 heiratete er die zwei Jahre jüngere Martha Cecilia Johnston, die als Musiklehrerin arbeitete.
Erstmals in Erscheinung trat Bush bei der Working Men’s International Exhibition, die im Juli 1870 in der Royal Agricultural Hall in Islington, Nordlondon stattfand. Dort präsentierte er seinen selbst konstruierten und gebauten 13″-Newton-Reflektor mit einem Gewicht von 15 Hundredweight (etwa 760 kg) und einer 1.400-fachen Vergrößerung. Da Bush keine klassische mathematische oder astronomische Ausbildung genoss, wurde dies von der Presse besonders aufgenommen. Besondere Ehre wurde ihm Teil, da er für seinen Reflektor von Queen Victoria eine goldene Medaille verliehen bekam. Auch dem damaligen Premierminister William Ewart Gladstone und seiner Frau wurde der Reflektor vorgeführt. Dieser schrieb einen Brief über seine Besichtigung an den Astronomer Royal George Biddell Airy und gab diesem den Auftrag, Bush verschiedene astronomische Instrumente zukommen zu lassen, darunter auch ein Spektroskop.
Am 9. November 1873 wurde Bush zum Fellow der Royal Astronomical Society gewählt und wurde im gleichen Jahr zum Secretary des Nottingham General Hospital ernannt. Finanziell abgesichert verkaufte Bush seine Bäckerei in und bezog 1876 ein Anwesen in Thyra Grove, Mapperley mit drei Schlafzimmern, einem Garten und einem astronomischen Observatorium, genannt „The Observatory“, welches seinen 13″-Reflektor beherbergte. 1889 verkaufte Bush sein Anwesen, resignierte als Secretary des Nottingham General Hospital und zog auf den Familiensitz von Baron Forester nach Willey Park, Shropshire. Obwohl in der Literatur mehrfach angegeben wurde, dass er dort als Astronom am hauseigenen Observatorium arbeitete, existierte auf dem Landsitz niemals ein solches. Am 9. März 1900 trat er aus der Royal Astronomical Society aus unbekannten Gründen aus.
Im Jahr 1909 zog er nach Dormansland, Surrey und begann dort an einem neuen Reflektor zu arbeiten. Am 10. Dezember 1909 wurde er wieder in die Royal Astronomical Society aufgenommen. Dabei machte er Bekanntschaft mit William Sadler Franks, Astronom am Brockhurst Observatory in East Grinstead, und zog selbst dahin. Dort vollendete er seinen neuen 24″-Reflektor, welcher darauf am Brockhurst Observatory genutzt wurde.
Am 23. April 1928, im Alter von 88 Jahren, verstarb Thomas William Bush in East Grinstead.
Sein 24″-Reflektor wurde etwa 1930 am Brockhurst Observatory abgebaut und im Sommer 1935 an der University of Nottingham wieder aufgebaut. Jedoch konnte er nicht in Betrieb genommen werden und wurde daraufhin wieder zerlegt und eingelagert. Am 10. Mai 1941 wurde der Reflektor während der Luftangriffe durch die deutsche Luftwaffe beschädigt.